# Croton agrestis
Espèce
Croton agrestis est une espèce de plantes à fleurs du genre Croton et de la famille des Euphorbiaceae, originaire  du Brésil (Espirito Santo)
Il a pour synonyme :
- Julocroton agrestis, Pax & K.Hoffm.